# Microcharops taiticus
Microcharops taiticus är en stekelart som först beskrevs av Holmgren 1868.  Microcharops taiticus ingår i släktet Microcharops och familjen brokparasitsteklar. Inga underarter finns listade i Catalogue of Life.